# ۲۰۰۲ (ترانه)
«۲۰۰۲» ترانه‌ای از خواننده اهل بریتانیا آن-ماری است. او این ترانه را به صورت مشترک با اد شیرن، جولیا مایکلز، بنی بلانکو و تهیه‌کننده آن، استیو مک نوشت. این ترانه در ۲۰ آوریل ۲۰۱۸ به عنوان ششمین تک‌آهنگ از نخستین آلبوم استودیویی ماری با عنوان حرف دلتو بزن (۲۰۱۸) منتشر شد. از دیگر افرادی که در سرایش متن ترانه مشارکت داشتند می‌توان از جرج کلینتون، آیس-تی، مکس مارتین و نلی نام برد.
اشعار ترانه به آثار دهه ۱۹۹۰ و ۲۰۰۰ میلادی از جمله ترانه‌های «عزیزم یک بار دیگر…» و «اوه!... باز هم دسته‌گل به آب دادم» از بریتنی اسپیرز و دیگر هنرمندانی مانند کریستینا آگیلرا و میسی الیوت اشاره دارد.
«۲۰۰۲» به رتبه ۳ در جدول فروش موسیقی جدول تک‌آهنگ‌های بریتانیا رسید و به چهارمین تک‌آهنگ برتر آن ماری و بالاترین رتبه ترانه او به عنوان یک هنرمند برجسته در این کشور تبدیل شد.